# Atac al vol El Al 253
L'atac al vol El Al 253 fou un vol de passatgers de l'aerolínia israeliana El Al, que fou atacat el 26 de desembre de 1968 per dos membres del Front Popular per a l'Alliberament de Palestina (FPAP). El Boeing 707 sortí de Tel-Aviv amb destinació a Ciutat de Nova York, i feu escala a Atenes, indret on fou interceptat. L'incident provocà un mort per ferides de bala, el passatger israelià Leon Shirdan, així com dues dones ferides.

## Atac
Dos escamots palestins atacaren l'avió mentre s'aproximava l'enlairament d'una escala a l'aeroport d'Atenes, Grècia, el 26 de desembre de 1968. El passatger Leon Shirdan, de Haifa, 50 anys, nacionalitat israeliana i enginyer marí per professió fou assassinat a trets. La seva muller i la seva filla de 15 anys sobrevisqueren. A més a més, dues dones no identificades foren ferides, una per una bala, i l'altra mentre saltà quan la porta de l'aeronau s'obrí. Els dos atacants foren Naheb H. Suleiman, de Trípoli, 19 anys, de pares palestins, i Mahmoud Mohammad Issa Mohammad, de Palestina, 25 anys. En el moment de l'atac formaven part de la cèl·lula libanesa del Front Popular per a l'Alliberament de Palestina (FPAP). Els dos atacants es precipitaren fora de la sala d'espera de l'aeroport d'Atenes fins que l'avió israelià, aparcat a 200 iardes de distància, preparava l'enlairament. L'avió volà prèviament des de l'aeroport de Tel-Aviv. Mahmoud Mohammed Issa Mohammed disparà a l'avió per més d'un minut amb una metralleta, assassinant a una persona; mentre l'altre tirà dues granades de mà, creant el pànic a bord de l'avió que portà 10 membres de tripulació i 41 passatgers. Els dos homes foren arrestats immediatament per les autoritats gregues. Mahmoud Mohammed Issa Mohammad fou sentenciat a 17 anys i 5 mesos de presó. Fou alliberat després que menys de 4 mesos després un altre grup armat palestí segrestés un avió grec i reclamés el seu alliberament. Subsegüentment, amagà amb èxit el seu passat delictiu i emigrà al Canadà. Una vegada les autoritats canadenques foren coneixedores del seu delicte, s'inicià un procés d'extradició que culminà l'any 2013 amb el seu arrest i trasllat al Líban.
Després de l'atac, l'avió quedà avariat i la policia arrestà els dos homes, tot certificant que confessaren la seva militància a una organització palestina, el planejament de destruir l'aeronau, així com assassinar tots els passatgers israelians de bord. Els atacants arribaren una mica abans en un vol d'Olympic Airways des del Caire. 37 dels 41 passatgers embarcaren el vol a Tel-Aviv, i 4 ho feren a Atenes.
L'incident succeí cinc mesos després que un grup d'escamots autònoms àrabs palestins realitzés el segrest del vol El Al 426, poc després de l'enlairament de Roma a Tel-Aviv, el 23 de juliol, i el forcés a aterrar a la capital algeriana d'Alger. Finalment, el Govern algerià alliberà tots els passatgers i tripulants de l'avió.

## Resposta
Dos dies després de l'atac, les forces militars israelianes assaltaren l'aeroport de Beirut, destruint 13 avions de passatgers libanesos de la companyia de Middle East Airlines. L'atac fou recriminat amb contundència pel govern dels Estats Units, qui declarà que res suggeria que les autoritats libaneses tingueren qualsevol relació amb l'atac al vol d'El Al.